# Косиков, Михаил Филиппович
Михаил Филиппович Косиков (род. 30 октября 1947, Рязань) — государственный деятель, член Совета Федерации, председатель Рязанской областной Думы.

## Биография
Родился 30 окт. 1947. Образование высшее профессиональное, кандидат экономических наук. Окончил Рязанский сельскохозяйственный институт им. П. А. Костычева, Российскую академию государственной службы при Президенте РФ.

### Политическая карьера
1976—1981 — инспектор, председатель Рязанского районного комитета народного контроля;
с 1981 г. — председатель Путятинского райисполкома,
с декабря 1991 г. — глава администрации Путятинского района Рязанской области; в декабре 1993 г. неудачно баллотировался в Государственную Думу;
председатель Рязанской областной Думы (1994—1997),
член Совета Федерации Федерального Собрания РФ первого созыва (1994—1996), был заместителем председателем Комитета по делам Федерации, Федеративному договору и региональной политике, членом Комиссии по Регламенту и парламентским процедурам;